# Equipos participantes en la Copa Mundial de Fútbol de 1982

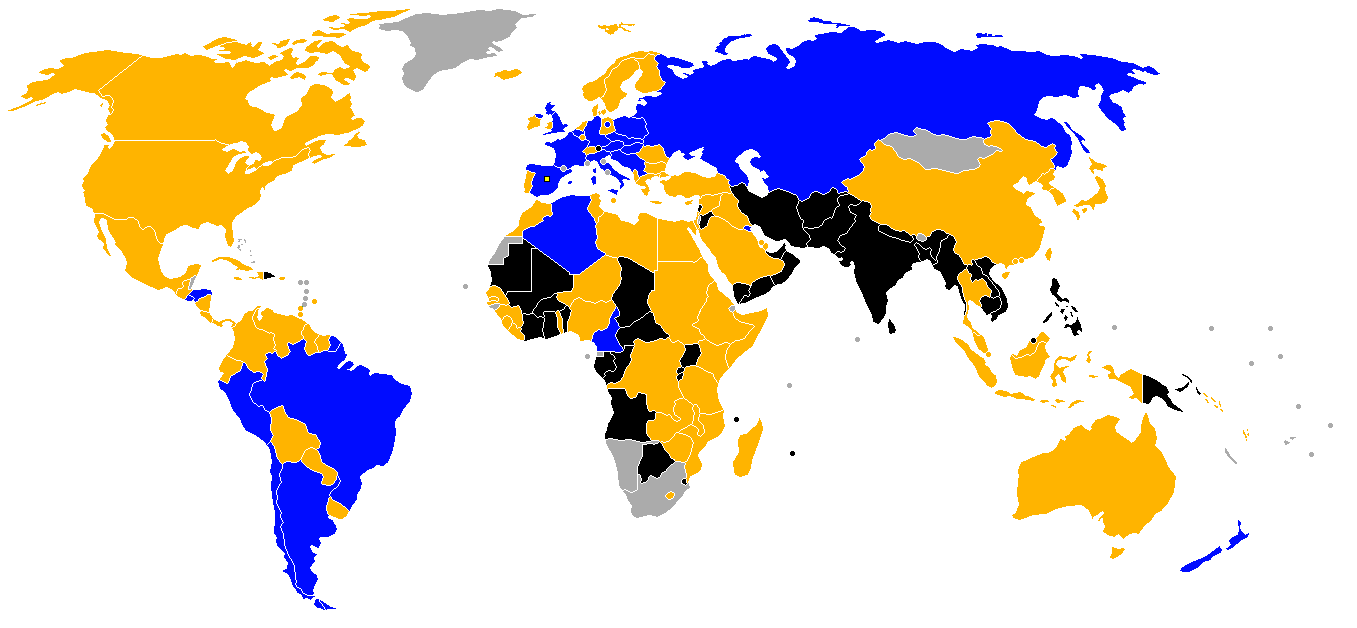
Equipos participantes de la Copa Mundial

Para la XII Copa Mundial de Fútbol, que se realizó en España entre el 13 de junio y el 11 de julio de 1982, 24 equipos clasificaron a la fase final. Los 24 equipos participantes fueron divididos en seis grupos de cuatro integrantes. De cada grupo, los dos mejores equipos se clasificaron a una segunda fase de cuatro grupos divididos en tres integrantes, clasificándose el primero de grupo a las semifinales, para determinar al campeón del evento.

## Equipos
Previamente, 109 equipos se inscribieron para el proceso clasificatorio de cada continente, clasificando finalmente: 14 equipos de Europa (incluyendo al organizador), 2 de Norteamérica , 4 de Sudamérica (incluyendo a Argentina, vigente campeón), 2 de África, uno de Asia y uno de Oceanía. De éstos, 5 equipos participan por primera vez en estas instancias.
Los equipos participantes en dicho torneo son:
| Equipo (ver en detalle) | Equipo (ver en detalle) | Equipo (ver en detalle) | Participaciones previas | Participaciones previas | Participaciones previas |
| Equipo (ver en detalle) | Equipo (ver en detalle) | Equipo (ver en detalle) | Total                   | Cons.                   | Última                  |
| ----------------------- | ----------------------- | ----------------------- | ----------------------- | ----------------------- | ----------------------- |
|                         | Alemania Federal        | 2/2 estrellas           | 10                      | 8                       | 1978                    |
|                         | Argelia                 |                         | 1                       | 1                       | -                       |
|                         | Argentina               | 1/1 estrellas           | 8                       | 3                       | 1978                    |
|                         | Austria                 |                         | 5                       | 2                       | 1978                    |
|                         | Bélgica                 |                         | 6                       | 1                       | 1970                    |
|                         | Brasil                  | 3/3 estrellas           | 12                      | 12                      | 1978                    |
|                         | Camerún                 |                         | 1                       | 1                       | -                       |
|                         | Checoslovaquia          |                         | 7                       | 1                       | 1970                    |
|                         | Chile                   |                         | 6                       | 1                       | 1974                    |
|                         | El Salvador             |                         | 2                       | 1                       | 1970                    |
| Bandera de Escocia      | Escocia                 |                         | 5                       | 3                       | 1978                    |
|                         | España                  |                         | 6                       | 2                       | 1978                    |
|                         | Francia                 |                         | 8                       | 2                       | 1978                    |
| Bandera de Honduras     | Honduras                |                         | 1                       | 1                       | -                       |
|                         | Hungría                 |                         | 8                       | 2                       | 1978                    |
|                         | Inglaterra              | 1/1 estrellas           | 7                       | 1                       | 1970                    |
|                         | Irlanda del Norte       |                         | 2                       | 1                       | 1958                    |
|                         | Italia                  | 2/2 estrellas           | 10                      | 6                       | 1978                    |
|                         | Kuwait                  |                         | 1                       | 1                       | -                       |
|                         | Nueva Zelanda           |                         | 1                       | 1                       | -                       |
|                         | Perú                    |                         | 4                       | 2                       | 1978                    |
|                         | Polonia                 |                         | 4                       | 3                       | 1978                    |
|                         | Unión Soviética         |                         | 5                       | 1                       | 1970                    |
| Bandera de Yugoslavia   | Yugoslavia              |                         | 7                       | 1                       | 1974                    |